# Maykel Galindo
Maykel Galindo Castañeda (Villa Clara, 28 gennaio 1981) è un ex calciatore cubano, di ruolo centrocampista.

## Carriera

### Club
Durante la sua carriera ha giocato con Villa Clara, Seattle Sounders e Chivas USA. Si trasferì negli USA per cercare di fare fortuna con il calcio.

### Nazionale
Ha rappresentato più volte la nazionale cubana. Durante la CONCACAF Gold Cup 2005 fuggì dal ritiro della Nazionale per stabilirsi negli Stati Uniti d'America..